# Грег Голмс (тенісист)
Грег Голмс (англ. Greg Holmes; нар. 29 серпня 1963) — колишній американський тенісист.
Найвищу одиночну позицію світового рейтингу — 22 місце досяг 25 лютого, 1985, парну — 66 місце — 16 лютого, 1987 року.
Здобув 1 парний титул.
Найвищим досягненням на турнірах Великого шолома було 4 коло в одиночному розряді.
Завершив кар'єру 1990 року.

## Фінали Гран-прі за кар'єру

### Парний розряд: 1 (1–0)
| Результат | W-L | Дата     | Турнір          | Покриття | Партнер       | Суперники              | Рахунок  |
| --------- | --- | -------- | --------------- | -------- | ------------- | ---------------------- | -------- |
| Перемога  | 1–0 | Лип 1987 | Лівінгстон, США | Тверде   | Гері Доннеллі | Кен Флек Роберт Сегусо | 7–6, 6–3 |